# Lokpa (langue)
Pour les articles homonymes, voir Lokpa.
Ne doit pas être confondu avec Logba (langue).
Le lokpa, lukpa ou dompago (lǝkpa en lokpa) est une langue gourounsi parlée par les Lokpa, une population du Bénin et du Togo.

## Écriture
L’orthographe lukpa est défini dans l’Alphabet des langues nationales du Bénin.
| majuscules | A | C | E | Ɛ | Ǝ | F | H | I | Ɩ | K | Kp | L | M | N | Ny | Ŋ | Ŋm | O | Ɔ | P | Ɣ | S | T | U | Ʊ | W | Y |
| minuscules | a | c | e | ɛ | ǝ | f | h | i | ɩ | k | kp | l | m | n | ny | ŋ | ŋ  | o | ɔ | p | ɣ | s | t | u | ʊ | w | y |

Le ton haut peut être indiqué à l’aide de l’accent aigu sur les voyelles ‹ á é ǝ́ ɛ́ ɩ́ ú ʊ́ › ou les consonnes nasales ‹ ḿ ń ›.
La lettre ʊ est parfois remplacée par la lettre ʋ par certains éditeurs, cependant la lettre ʋ représente plutôt une consonne dans l’alphabet des langues nationales du Bénin.